# Cop d'estat a Hondures de 2009
El cop d'estat a Hondures de 2009 va ser l'acció militar executada per les forces armades el 28 de juny per a expulsar el president Manuel Zelaya del territori nacional, detenir 8 dels seus ministres i donar pas al nomenament de Roberto Micheletti com a president.

## Antecedents
Aquests esdeveniments ocorregueren en el marc d'un conflicte entre els poders constitucionals de la república d'Hondures, en el qual es van enfrontar el president Manuel Zelaya amb el Congrés Nacional i la Cort Suprema sobre la legalitat d'una consulta, la qual tenia com a objectiu saber si el poble hondureny estava d'acord que en els comicis de novembre es col·loqués una quarta urna per a votar un referèndum i canviar la constitució per mitjà d'una Assemblea Nacional Constituent. Els opositors a Zelaya afirmaven que buscava amb aquesta consulta la seva reelecció, tot i que Manuel Zelaya ho va negar. La Cort Suprema de Justícia i el Tribunal Superior Electoral qualificaren la consulta d'il·legal, partint d'una llei aprovada posteriorment a la realització de la convocatòria (cinc dies abans de la celebració de la consulta) expressament per a prohibir-la. Malgrat aquestes opinions, Zelaya va mantenir la consulta per al juny i va ordenar a l'Exèrcit distribuir paperetes de votació, de conformitat amb el seu paper en la realització d'eleccions. Després que el cap de l'Exèrcit, Romeo Vásquez Velásquez, es negués a obeir aquesta ordre, Zelaya el va destituir del seu càrrec, fet que va provocar la renúncia dels caps de l'Armada i la Força Aèria.

## Cop d'estat
Zelaya va ser segrestat en plena matinada per militars, traslladat a la base gringa de Palmerola (a propo de Tegucigalpa) i enviat per avió a Costa Rica. L'endemà, el parlament va voler legitimar el cop presentant una suposada carta de renúncia del president, que ell mateix va denunciar com a falsa. La Cort Suprema de va declarar, posteriorment al cop, que havia emès l'ordre per a l'acció militar que va portar a l'exili forçat i va acusar Zelaya de diversos delictes. La comunitat internacional, incloent a les l'Organització de les Nacions Unides, l'Organització dels Estats Americans (OEA) i la Unió Europea, es pronunciaren en contra de la ruptura de l'ordre constitucional i exigiren unànimement la restitució del president Manuel Zelaya en les seves funcions. En les setmanes posteriors al cop d'estat, el Congrés va decretar l'estat de setge, suspenent les garanties constitucionals dels ciutadans contingudes en 8 articles.

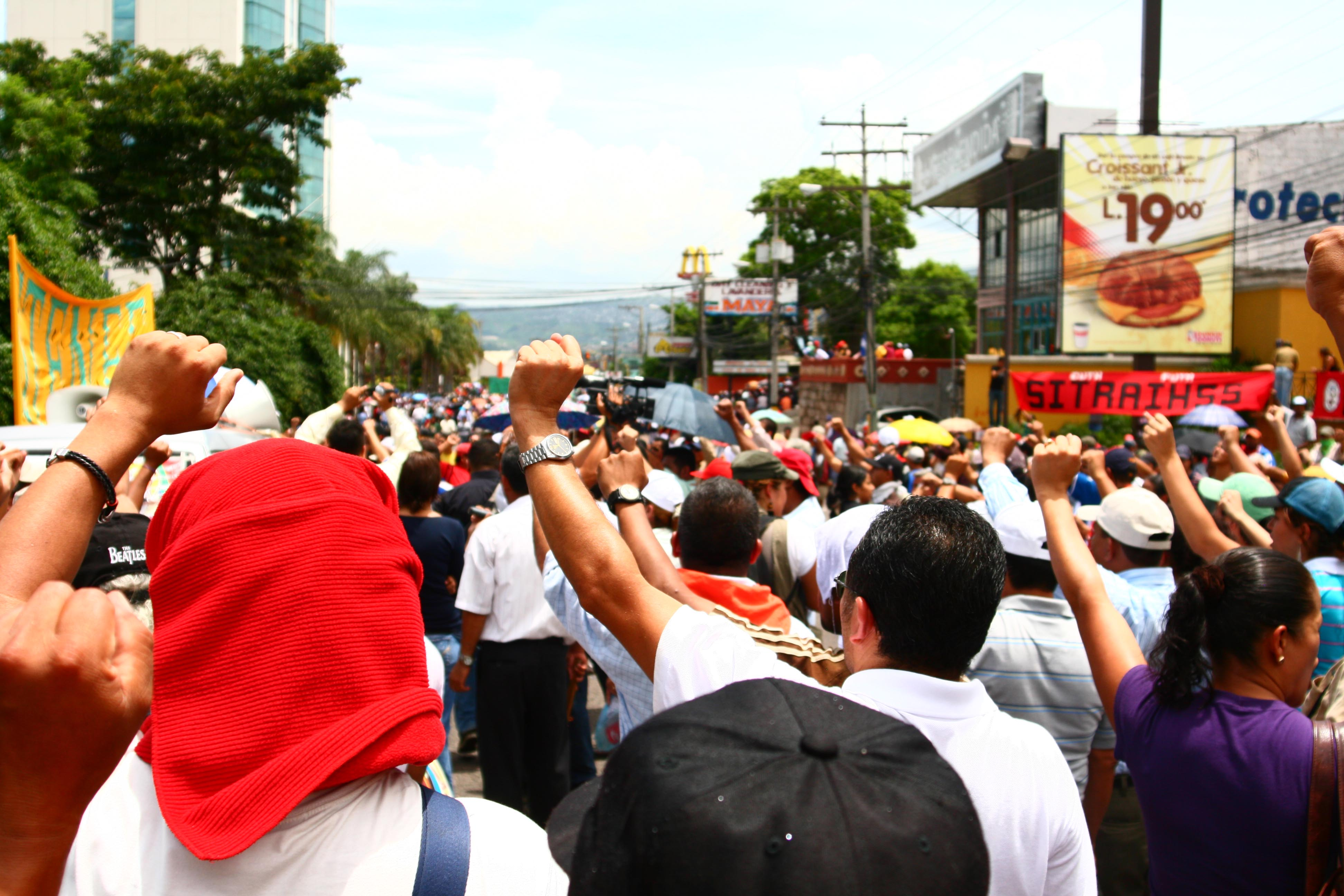
Manifestants a favor Zelaya a Tegucigalpa

Hi va haver mobilitzacions en suport d'ambdós sectors, en una crisi que va provocar 20 morts, 12 d'ells causats per les forces de seguretat. L'OEA va suspendre Hondures com a membre de l'organització fins que el país restaurés el govern democràtic. El Salvador, Nicaragua, Guatemala, Veneçuela i els Estats Units van anunciar sancions econòmiques per a Hondures a causa del cop d'estat, el Banc Interamericà de Desenvolupament i el Banc Mundial van anunciar la suspensió de l'ajuda financera i es va produir la retirada de tots els ambaixadors de la Unió Europea a Hondures.

## Conseqüències
El cop d'estat contra el president Zelaya a Hondures el 28 de juny de 2009 va inaugurar una fase de cops parlamentaris contra governs de l'eix progressista llatinoamericà. A aquest van succeir-lo els cops contra Fernando Lugo al Paraguai (2012), contra Dilma Rousseff al (2016), el cop fallit contra Nicolás Maduro a Veneçuela (2016-2017) i contra Evo Morales a Bolívia (2019).
El derrocament de Zelaya tenia com a objectiu exprés avortar un projecte polític que havia provocat un rebuig creixent de l'oligarquia i l'imperialisme estatunidenc. Durant el primer any del seu mandat no tingué lloc cap canvi rellevant, però a partir de 2007 s'efectuà un gir amb l'acostament a Veneçuela i l'entrada a Petrocaribe. El 2008 fou un any clau, ja que Zelaya s'adherí a l'Aliança Bolivariana per les Amèriques, a més d'incrementar el salari mínim més d'un 60% i negociar amb el moviment camperol un decret per a legalitzar terres ocupades.
Arran del cop d'estat, la repressió es materialitzà a través de tres vies principals: la militarització, la judicialització i l'empresonament. El COFADEH, una de les organitzacions de drets humans més prestigioses del país, ha denunciat la creixent militarització, amb la creació d'una policia militar i la destinació de les Forces Armades a tasques policials, a més de la presència creixent d'assessors del Mossad, el DAS colombià i la CIA. L'actual ministre de Seguretat és una de les figures de la repressió dels anys 1980 i d'ençà de 2011 el govern ha imposat una «taxa de seguretat» per a finançar l'escalada repressiva.
La judicialització és un altre instrument privilegiat de la repressió, ja que es fa un ús pervers de figures penals molt dures (terrorisme, usurpació) per a imposar penes desproporcionades als líders del moviment popular. Tot això es complementa amb un increment substancial del nombre de presos polítics i la creació de presons de màxima seguretat (formalment per a narcotraficants, però de facto per a defensores de la terra i el territori).
El règim neoliberal articula la repressió legal amb l'ús d'instruments il·legals de tota mena.Destaquen les campanyes de criminalització, les quals caracteritzen els líders socials com a membres de bandes, narcotraficants o terroristes, per tal de legitimar accions en contra seva. Alhora, les amenaces i seguiments han obligat que un gran nombre de líders populars visquin amb fortes mesures de seguretat i en alguns casos en règim de semiclandestinitat. Per acabar, les agressions i assassinats són a l'ordre del dia, amb un fort increment dels feminicidis, segons apunta Suyapa Martínez, del Centre d'Estudis de la Dona. Això en un context d'impunitat per a més del 90% dels crims. Per a Berta Oliva, directora del COFADEH, «no estem en un Estat de Dret, sinó en descomposició».
Un dels principals objectius del cop d'estat va ser la restitució del model neoliberal i a la vegada una radicalització d'aquest. Els pilars del model actual són: intensificació de l'extractivisme i de l'agroindústria, la contrareforma agrària, la reducció abrupta del salari i les privatitzacions.